# 하연 선생 묘
하연 선생 묘는 대한민국 경기도 시흥시 신천동에 있다. 1986년 3월 3일 시흥시의 향토유적 제3호로 지정되었다.

## 개요
조선 전기 영의정 하연(1376~1453)의 묘이다.

## 같이 보기
- 하연